# Rebeldes (álbum)
Rebeldes es el álbum debut de los extintos Rebeldes, banda brasileña originaria de la telenovela brasileña Rebelde Rio. Lanzado el 23 de septiembre de 2011 por EMI en asociación con la Record Entretenimento, que contiene la producción y composición de Rick Bonadio, Di Ferrero, Cris Morena, Gee Rocha y Eric Silva, la obra tiene quince pistas. El álbum alcanzó la tercera posición en la tabla de discos ABPD - recibiendo una certificación de disco de oro, por más de 40.000 copias vendidas e inmediatamente después de la certificación de platino por alcanzar la marca de 80.000 copias. La etiqueta confirmó un total de 220.000 copias vendidas del disco. El álbum alcanzó la posición 12 de los álbumes más vendidos en Brasil en 2011.
Do Jeito Que Eu Sou fue el primer sencillo a ser lanzado oficialmente del álbum llegando a aparecer en la posición 21 en la tabla Billboard Brasil Hot 100 y en el puesto 17 en el Billboard Brasil Hot Pop, el sencillo fue lanzado el 29 de julio de 2011 y su clip en diciembre del mismo año. Quando Estou do Seu Lado fue el segundo sencillo del álbum lanzado sólo en formato digital e incluso llegó a la posición 45.ª en el Billboard Hot 100 Brasil, es la segunda pista de la banda a llegar al Top 50 en el Billboard Hot 100. En el Brasil de junio de 2012 la banda anunció el lanzamiento del tercer sencillo llamado Depois da Chuva, el video musical contiene escenas de lo primer DVD de la banda Rebeldes: Ao vivo.

## Lista de canciones
- Do Jeito Que Eu Sou - Lua Blanco
- O Amor Está em Jogo - Lua Blanco, Chay Suede, Micael Borges y Mel Fronckowiak
- Quando Estou do Seu Lado - Mel Fronckowiak y Chay Suede
- Livre pra Viver - Micael Borges
- Outra Frequência - Mel Fronckowiak y Sophia Abrahão
- Como um Rockstar - Lua Blanco y Chay Suede
- Rebelde para Sempre - Chay Suede, Micael Borges y Lua Blanco
- Juntos até o Fim - Mel Fronckowiak, Arthur Aguiar, Lua Blanco y Sophia Abrahão
- Tchau pra Você - Chay Suede
- Depois Da Chuva - Mel Fronckowiak, Arthur Aguiar, Lua Blanco, Sophia Abrahão, Chay Suede y Micael Borges
- Um Dia de Cada Vez - Mel Fronckowiak, Arthur Aguiar, Chay Suede y Sophia Abrahão
- Só Pro Meu Prazer - Sophia Abrahão y Micael Borges
- Ponto Fraco - Sophia Abrahão y Micael Borges
- Você é o Melhor Pra Mim - Lua Blanco y Arthur Aguiar
- Do Jeito Que Eu Sou (Versión acústica) - Lua Blanco

## Desempeño en las listas
| Listas (2011/2012)   | Posición |
| -------------------- | -------- |
| Top 20 Semanal       | 3        |
| Top 40               | 10       |
| Mexican Albums Chart | 28       |

- Datos: Q3283432